# Kim Sae-ron

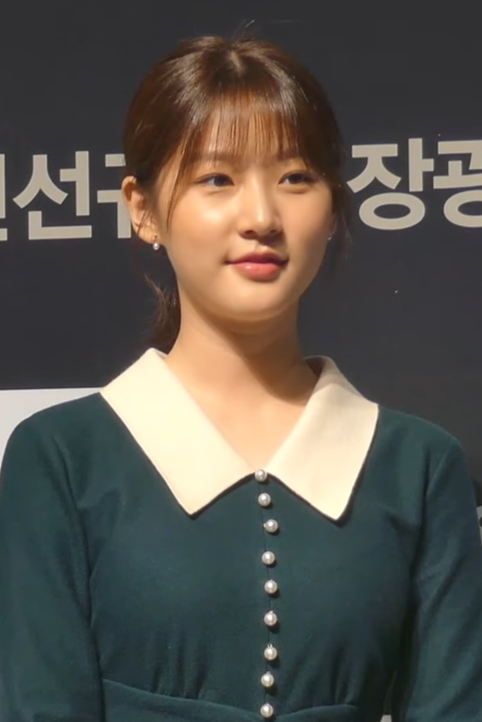
Kim Sae-ron (2018)

Kim Sae-ron (* 31. Juli 2000 in Seoul; † 16. Februar 2025 ebenda) war eine südkoreanische Schauspielerin. Sie wurde als Kinderdarstellerin bekannt durch ihren Debütfilm Ein ganz neues Leben (2009) und ihre Rolle in The Man from Nowhere (2010).

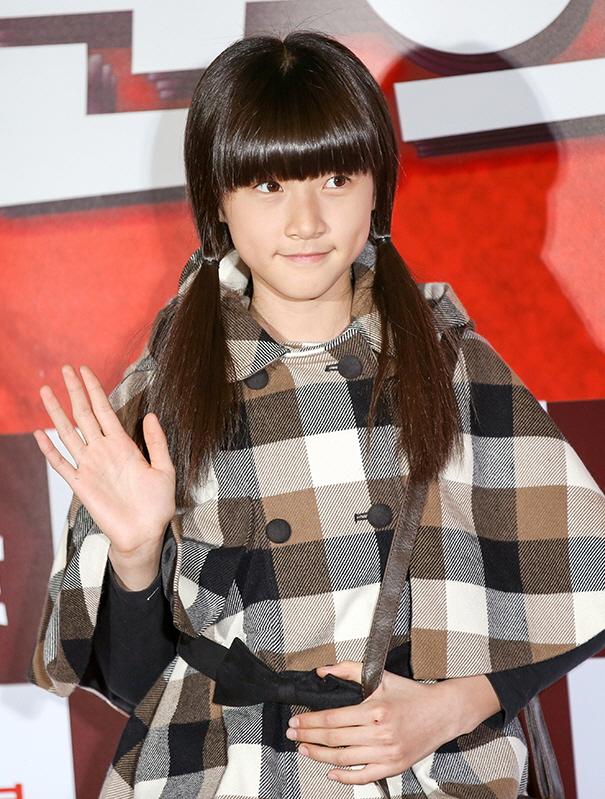
Kim Sae-ron (2012)

## Leben
Kim Sae-ron wurde am 31. Juli 2000 geboren und wuchs bei ihren Eltern gemeinsam mit ihren beiden jüngeren Schwestern im Seouler Stadtteil Seongbuk-gu auf. Ihr Name leitet sich vom koreanischen Wort 새롭다 saeropda für ‚neu‘ ab. Ab ihrem ersten Lebensjahr tauchte Kim als Fotomodell in einem Magazin für Kindermode auf und hatte Auftritte in Fernsehsendungen für Kinder. Ab ihrem sechsten Lebensjahr interessierte sie sich für Schauspielerei. Ihre beiden jüngeren Schwestern, Kim Ah-ron und Kim Ye-ron, wurden ebenfalls Schauspielerinnen.
Kim begann ihre Karriere als Kinderdarstellerin in dem 2009 erschienenen Film Ein ganz neues Leben (여행자 Yeohaengja) von Ounie Lecomte. Der Film lief auf den Internationalen Filmfestspielen von Cannes 2009 und Kim Sae-ron wurde durch die Einladung zur jüngsten Koreanerin, die auf dem roten Teppich von Cannes auflaufen durfte.
Ein Jahr später spielte sie die Rolle der jungen Somi in dem Actionthriller The Man from Nowhere (아저씨 Ajeossi) an der Seite von Won Bin. Der Film erreichte in Südkorea mehr als 6,1 Millionen Kinobesucher. Durch die Erfolge von Kims ersten beiden Filmen wurde sie schnell eine der beliebtesten Kinderdarstellerinnen der südkoreanischen Filmindustrie; für den Film erhielt sie den Korean Film Award als beste Nachwuchsdarstellerin.
2012 spielte Kim Sae-ron die Hauptrolle in dem Film Barbie, der das Thema internationaler Adoptionen behandelt. In dem Film spielt sie gemeinsam mit ihrer Schwester Kim Ah-ron wie im wirklichen Leben ein Geschwisterpaar. Der Film wurde auf dem Giffoni Film Festival als bester Film ausgezeichnet.
2014 wurde Kim für ihren Film A Girl at My Door erneut nach Cannes eingeladen. In diesem spielt sie ein junges Mädchen, das von seinen Mitschülern gemobbt und seinem Vater misshandelt wird. Doch als die neue Polizistin (gespielt von Bae Doona) in die Stadt kommt, erfährt es Schutz. Für ihre Leistung erhielt Kim Sae-ron sehr positive Kritiken und wurde mit dem Blue Dragon Award als beste Nachwuchsdarstellerin ausgezeichnet.
Sechs der ersten acht Filme, in denen Kim eine tragende Rolle spielte, haben in Südkorea keine Jugendfreigabe. Deshalb galt Kim als Kinderdarstellerin für düstere Rollen. In ihren ersten Rollen spielte sie junge Mädchen, die viel Leid erfahren durch Entführung, Mord, Organentnahme und Missbrauch. Als Kim in einem Interview auf ihre düsteren Rollen als Kind angesprochen wurde, sagte sie, dass die Welt nicht immer rosig sei und jemand auch die dunklen Seiten der Welt aufzeigen müsse.
Von November 2015 bis April 2017 moderierte sie die MBC-Musiksendung Show! Music Core zusammen mit Kim Min-jae, Cha Eun-woo und Lee Su-min. 2016 spielte sie die Hauptrolle einer verwunschenen Prinzessin in der Fernsehserie  Mirror of the Witch und erhielt dafür den Korea Drama Award als beste Nachwuchsdarstellerin. 2021 spielte sie die titeltragende Rolle in der Serie Ga Doo Shim, die große Schamanin.
Ein von ihr verursachter Autounfall infolge von Trunkenheit am Steuer führte dazu, dass Kim ihre Schauspielkarriere ab Mai 2022 unterbrach. Der Unfall fiel in die Zeit der Dreharbeiten zu der Netflix-Serie Bloodhounds, die von Dezember 2021 bis August 2022 stattfanden. Kim hatte eine der drei Hauptrollen ergattert. Doch aufgrund des Unfalls und des Skandals um die Trunkenheit am Steuer wurde ihre Rolle aus der Serie geschrieben und eine komplett neue Rolle eingeführt, die Kims Rolle im Wesentlichen ersetzen sollte. Der Großteil war zu diesem Zeitpunkt bereits abgedreht, sodass Kim lediglich in den letzten beiden Episoden fehlt. Doch tauchte sie in den Trailern und der Promo für die Serie nicht auf.
Im Mai 2024 wollte sie durch das Theaterstück Dong Chi Mee zum Schauspiel zurückkehren, sagte letztlich jedoch aus gesundheitlichen Gründen ab. Schließlich kehrte sie im Oktober 2024 zum Film zurück für eine Rolle in dem Low-Budget-Musikfilm Guitar Man. Die Dreharbeiten wurden im November 2024 abgeschlossen.
Am 16. Februar 2025 wurde Kim in ihrer Wohnung in Seongdong-gu (Seoul) tot aufgefunden. Am Folgetag gab die Polizei bekannt, dass sie von Suizid ausgehe. Ein Abschiedsbrief wurde nicht gefunden. Da die Familie eine Autopsie ablehnt ist nicht klar, wann genau der Tod eintrat.   Am 19. Februar wurde Kim eingeäschert. 
Die letzten beiden Filme mit Kim Sae-ron sollen 2025 erscheinen. Die Veröffentlichung von Guitar Man ist für Mai 2025 geplant. Der Liebesfilm Urineun Maeil Maeil (우리는 매일매일), basierend auf dem gleichnamigen Webtoon Day by Day, wurde bereits Ende 2021 abgedreht und sollte ursprünglich 2022 erscheinen. Allerdings verpasste man eine Veröffentlichung im ersten Halbjahr 2022 und nach Kim Sae-rons Unfall aufgrund von Trunkenheit am Steuer wurde die Veröffentlichung auf unbestimmte Zeit verschoben. Der Film soll nun im September 2025 in den südkoreanischen Kinos anlaufen.

## Filmografie

### Filme

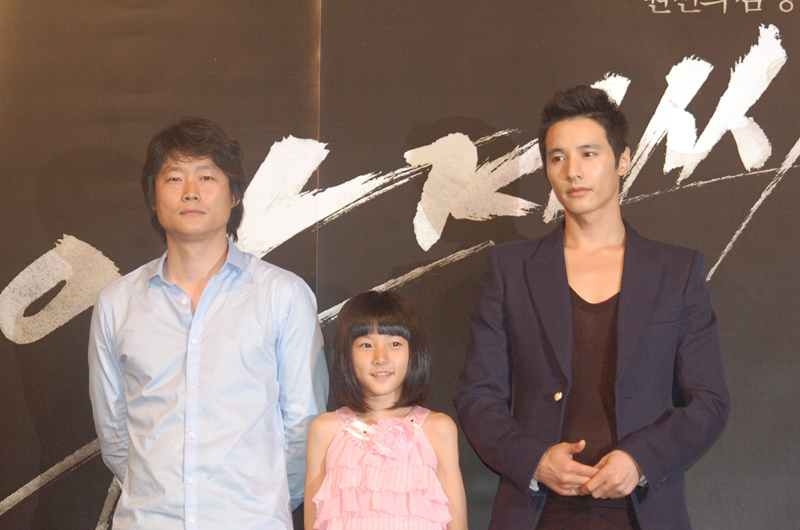
Kim Sae-ron (Mitte) mit Regisseur Lee Jeong-beom (links) und Won Bin (rechts) bei einer Veranstaltung zum Film The Man from Nowhere (2010)

- 2009: Ein ganz neues Leben (여행자 Yeohaengja)
- 2010: The Man from Nowhere (아저씨 Ajeossi)
- 2011: I Am Dad (나는 아빠다 Na-neun Appada)
- 2012: The Neighbor (이웃사람)
- 2012: Barbie (바비)
- 2013: Open House (참관수업 Chamgwan Sueop, Kurzfilm)
- 2014: Manshin (만신)
- 2014: A Girl at My Door (도희야 Dohui-ya, Deutsch: Dohee – Weglaufen kann jeder)
- 2014: Manhole (맨홀)
- 2015: Snowy Road (눈길 Nun Gil, Fernsehzweiteiler)
- 2016: The Great Actor (대배우, Cameo)
- 2016: The Twins (双生)
- 2018: The Villagers (동네사람들 Dongne Saramdeul)
- 2021: The Palace (그녀들 Geunyeodeul, Fernsehfilm)

### Fernsehserien
- 2011: Can You Hear My Heart (내 마음이 들리니, MBC)
- 2011: Des Himmels Garten (천상의 화원 곰배령 Cheonsang-ui Hwawon Gombaeryeong auch Garden of Heaven, Channel A)
- 2012: Fashion King (패션왕, SBS)
- 2012: I Need Romance 2012 (로맨스가 필요해 2012, Cameo-Auftritt, tvN)
- 2012: Mom is Acting Up (엄마가 뭐길래 Eomma-ga Mwo Gillae, MBC)
- 2013: The Queen’s Classroom (여왕의 교실 Yeowang-ui Gyosil, MBC)
- 2014: Hi! School – Love On (하이스쿨 러브온, KBS2)
- 2015: Uri Byeol-i Doeda (우리 별이 되다, Webserie)
- 2015–2016: Glamorous Temptation (화려한 유혹)
- 2016: Mirror of the Witch (마녀보감)
- 2019: Love Playlist (연애 플레이리스트, Staffel 4)
- 2019: Leverage (레버리지: 사기조작단)
- 2020: Nobody Knows (아무도 모른다)
- 2021: Ga Doo Shim, die große Schamanin (우수무당 가두심)
- 2022: Kiss Sixth Sense (Cameo)
- 2023: Bloodhounds (사냥개들)

### Musikvideos
- 2013: Shinee – „초록비 Chorokbi“ (‚Green Rain‘)
- 2014: 5URPRISE – „From My Heart“
- 2014: Block B – „JACKPOT“
- 2016: Astro – 장화 신은 고양이 Janghwa Sipeun Goyangi „Cat’s Eye“
- 2021: Yoon Jong-shin – „졸업 눈물 Joreop Nunmul“
- 2023: EI brothers, Christine Corless – „Bittersweet“

## Auszeichnungen
2010
- BUSTER Copenhagen International Film Festival for Children and Youth: Beste Kinderdarstellerin – Special Mention für Ein ganz neues Leben[21]
- Buil Film Award in der Kategorie Beste Nachwuchsdarstellerin für Ein ganz neues Leben
- Korean Film Award in der Kategorie Beste Nachwuchsdarstellerin für The Man from Nowhere[22]

2013
- MBC Drama Award in der Kategorie Beste junge Schauspielerin für The Queen’s Classroom

2014
- Blue Dragon Award in der Kategorie Beste Nachwuchsdarstellerin für A Girl at My Door[4]

2015
- 24th Golden Rooster & Hundred Flowers Film Festival: beste Darstellerin in einem ausländischem Film für Snowy Road[23]

2016
- Korea Drama Awards in der Kategorie beste neue Darstellerin für Mirror of the Witch

2021
- KBS Drama Award in der Kategorie beste Darstellerin in einem Drama Special/Fernsehfilm für The Palace